# Шлат (Тургау)
Шлат (нем. Schlatt) — коммуна в Швейцарии, в кантоне Тургау.
С 2011 года входит в состав округа Фрауэнфельд (ранее входила в округ Дисенхофен). Население составляет 1574 человека (на 31 декабря 2007 года). Официальный код — 4546.